# Hằng số Rydberg
Trong quang phổ, các hằng số Rydberg, kí hiệu R∞ cho các nguyên tử nặng hoặc RH cho hydro, đặt theo tên của nhà vật lý người Thụy Điển Johannes Rydberg, là một hằng số vật lý liên quan đến điện từ quang phổ của một nguyên tử. Hằng số đầu tiên nảy sinh như một tham số phù hợp theo thực nghiệm trong công thức Rydberg cho chuỗi phổ hydro, nhưng Niels Bohr sau đó cho thấy giá trị của nó có thể được tính từ các hằng số cơ bản hơn thông qua mô hình Bohr của ông. Tính đến  năm 2018, R∞ và vòng xoay electron g-factor là các hằng số vật lý được đo chính xác nhất.
Hằng số được biểu thị cho cả hydro như {\displaystyle R_{H}} hoặc ở giới hạn khối lượng hạt nhân vô hạn {\displaystyle R_{\infty }}. Trong cả hai trường hợp, hằng số được sử dụng để biểu thị giá trị giới hạn của số sóng cao nhất (bước sóng nghịch đảo) của bất kỳ photon nào có thể phát ra từ một nguyên tử, hoặc, thay vào đó, số sóng của photon năng lượng thấp nhất có khả năng ion hóa nguyên tử từ trạng thái cơ bản của nó. Chuỗi phổ hydro có thể được biểu diễn đơn giản theo hằng số Rydberg đối với hydro {\displaystyle R_{H}} và công thức Rydberg.
Trong vật lý nguyên tử, đơn vị năng lượng Rydberg, ký hiệu Ry, tương ứng với năng lượng của photon có số sóng là hằng số Rydberg, tức là năng lượng ion hóa của nguyên tử hydro.